# Revilla de Santullán

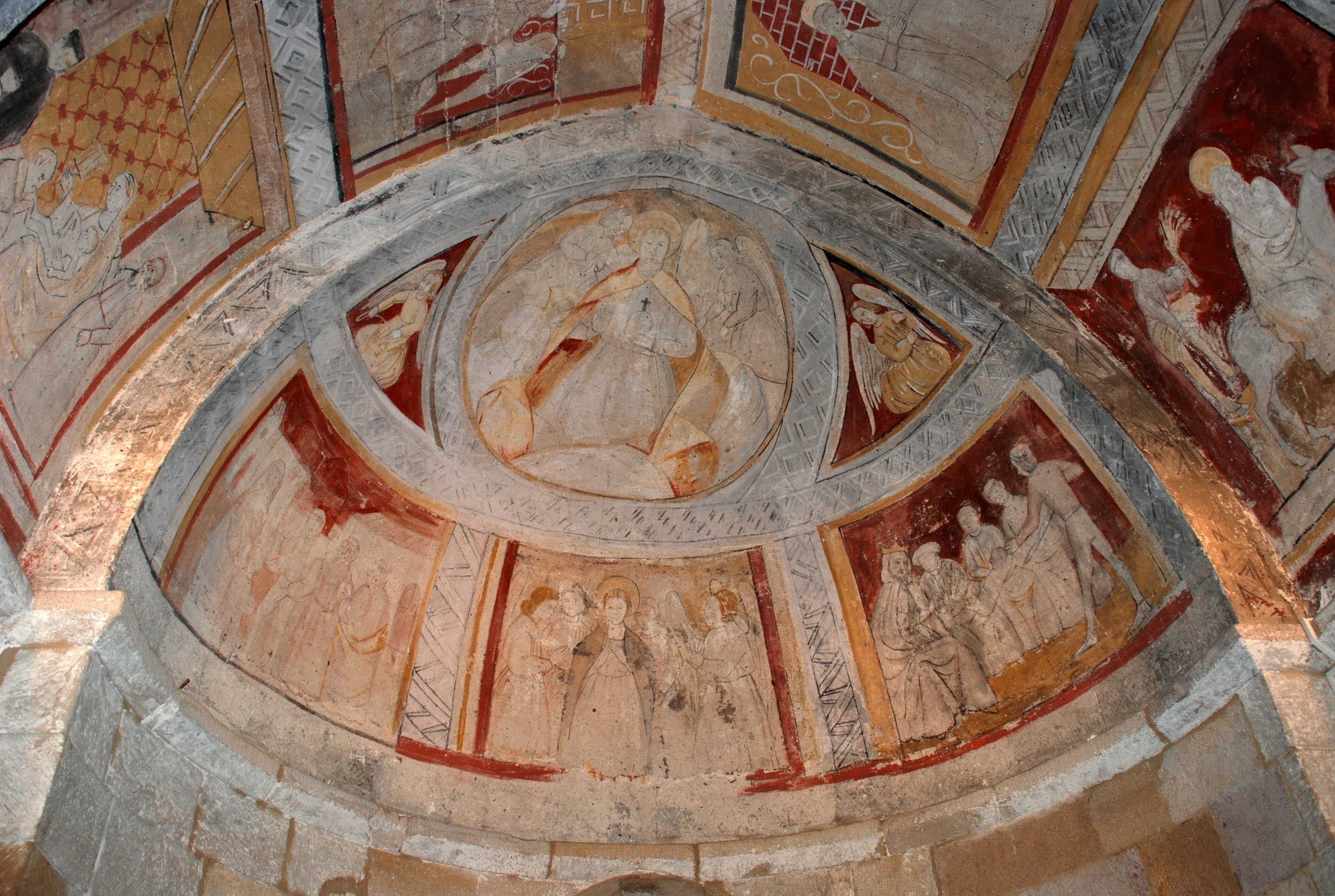
Pinturas góticas en el ábside de la Iglesia de los San Cornelio y San Cipriano

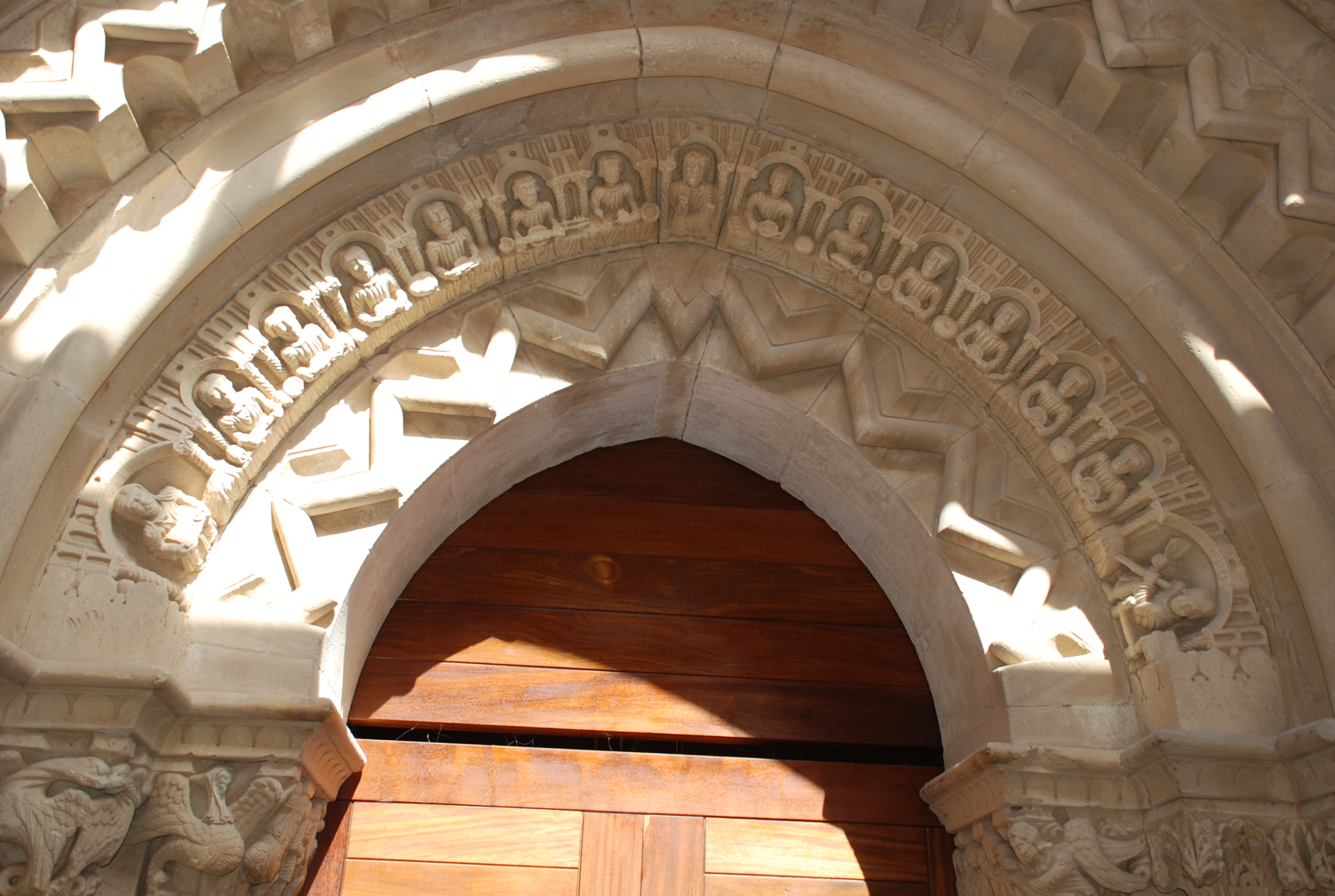
Pórtico historiado y con arquivoltas de la Iglesia de los Santos Cornelio y Cipriano

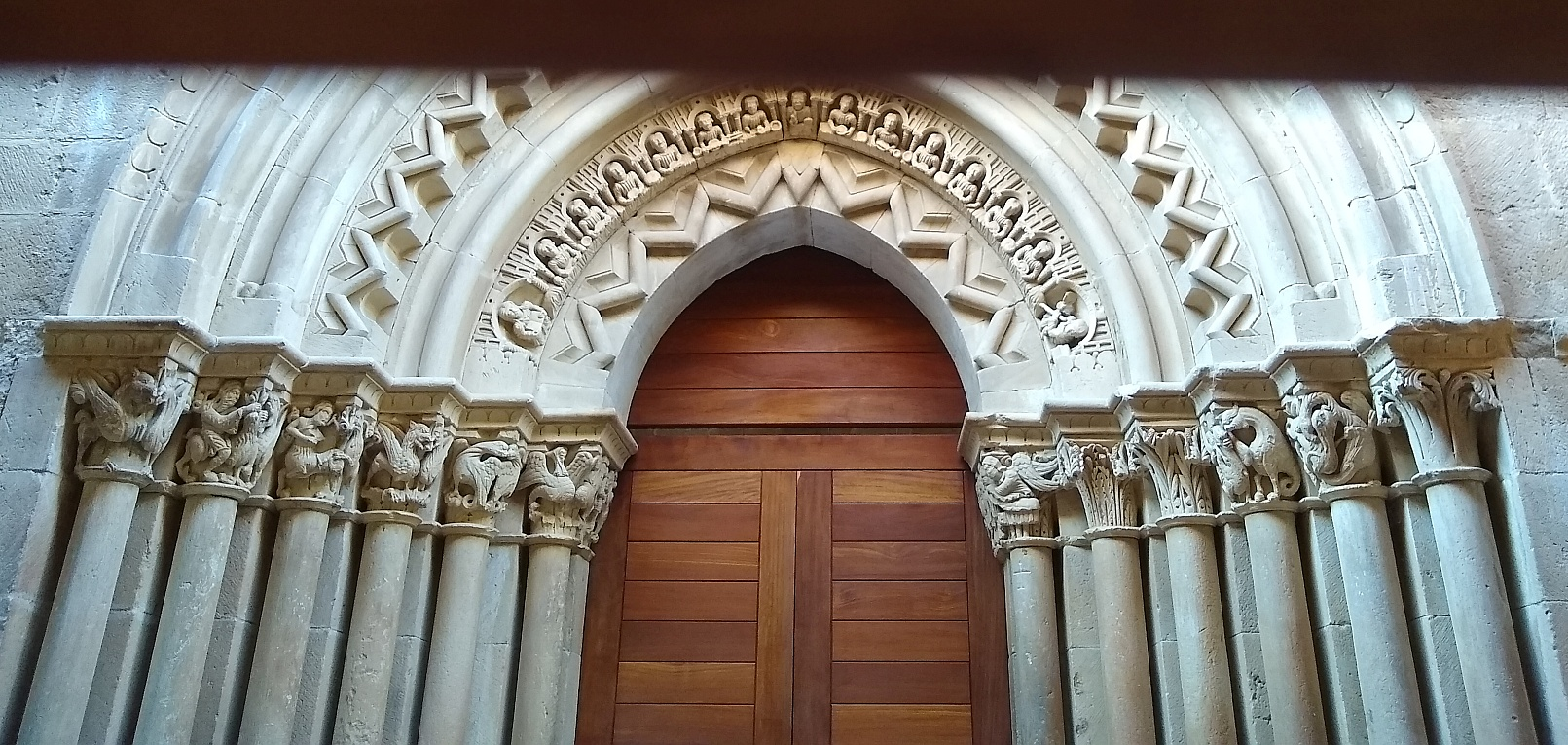
Portada de la iglesia de San Cornelio y San Cipriano

Revilla de Santullán es una localidad y pedanía española perteneciente al municipio de Barruelo de Santullán, en la provincia de Palencia, comunidad autónoma de Castilla y León.
Es una de las localidades del Camino de Santiago del Norte: Ruta del Besaya.

## Geografía
La localidad dista 1,5 km de Barruelo de Santullán, cabecera municipal, a 1.000 metros sobre el nivel del mar.

## Historia
Desde la Edad Media al siglo XVIII, esta localidad estuvo integrada dentro de la Merindad Menor de Aguilar de Campoo. A la caída del Antiguo Régimen la localidad se constituye en municipio constitucional que en el censo de 1842 contaba con 6 hogares y 31 vecinos, para posteriormente integrarse en Santa María de Nava.

## Demografía
Evolución de la población en el siglo XXI
| Gráfica de evolución demográfica de Revilla de Santullán entre 00 y 23 |
|                                                                        |
| Población de derecho (2000-2023) según el padrón municipal del INE     |

## Cultura

### Patrimonio
Iglesia de los Santos Cornelio y Cipriano: Excepcional edificio románico, de principios del siglo XII, donde destaca especialmente su portada con decoración escultórica de fina labra. En su interior se conserva una pila bautismal románica y un conjunto de pinturas murales atribuidas al Maestro de San Felices. Se incluye dentro del conocido como 'Románico Norte'.

### Fiestas
A lo largo de todo el año se realizan diversas actividades culturales con el fin de dinamizar el ámbito rural de Revilla de Santullán y pueblos colindantes. Están coordinadas por la Junta Vecinal de Revilla de Santullán y la Asociación Cultural Peña Ruz.
La Fiesta Patronal de la localidad es el 16 de septiembre en honor a San Cornelio y San Cipriano. Todos los años se celebran actos esta fecha. Aún con todo, las fiestas populares se trasladan desde hace más de 30 años al segundo fin de semana de agosto. Es entonces cuando Revilla de Santullán se viste de gala con innumerables actividades para las personas de la localidad y para multitud de visitantes.

## Parroquia
Constituye parroquia en la unidad pastoral de Barruelo de Santullán en el Arciprestazgo de Campoó-Santullán.